# دلوش بازار
دلوش بازار (بالفارسية: دلوش بازار) هي قرية تقع في قسم نغور الريفي (مقاطعة تشابهار) في إيران. يقدر عدد سكانها بـ 54 نسمة بحسب إحصاء 2016.